# Сироче: Прво убиство
Сироче: Прво убиство (енгл. Orphan: First Kill) амерички је психолошки хорор филм из 2022. године и преднаставак филма Сироче (2009). Режију потписује Вилијам Брент Бел, по сценарију Дејвида Когешала и причи Дејвида Леслија Џонсона Макголдрика и Алекса Мејса. Главне улоге глуме Изабел Ферман, Росиф Садерланд, Хиро Канагава, Метју Финлан и Џулија Стајлс.
Пројекат је најављен у фебруару 2020. године, али под насловом Естер. У новембру исте године откривен је званични назив, са Фермановом поново у улози Естер. Снимање се одвијало између новембра и децембра 2020. у Винипегу.
Премијерно је приказан 27. јула 2022. на Филипинима, односно 28. јула у Србији. Добио је помешане критике, док су критичари похвалили обрт, практичне ефекте и глуму Ферманове, али критиковали радњу и недоследности.

## Радња
Након што је организовала бриљантно бекство из естонске психијатријске болнице, Естер путује у САД имитирајући несталу ћерку богате породице. Ипак, долази до неочекиваног обрта који ствара сукоб са мајком, која ће по сваку цену да заштити своју породицу од „детета” убице.

## Улоге
| Глумац           | Улога                       |
| ---------------- | --------------------------- |
| Изабел Ферман    | Естер Олбрајт / Лина Кламер |
| Џулија Стајлс    | Триша Олбрајт               |
| Росиф Садерланд  | Ален Олбрајт                |
| Хиро Канагава    | детектив Донан              |
| Метју Финлан     | Ганар Олбрајт               |
| Саманта Вокс     | др Сигар                    |
| Дејв Браун       | др Новори                   |
| Лорен Кокран     | полицајка Лејхи             |
| Гвендолин Колинс | Ана Тројев                  |
| Алек Каролс      | Мајк                        |
| Џејд Мајкл       | Медисон                     |